# Eupogonius nigritarsis
Eupogonius nigritarsis là một loài bọ cánh cứng trong họ Cerambycidae.